# Rio Vorá
O rio Vorá é um curso de água que banha o estado do Paraná.
O rio está localizado na região dos Campos Gerais, no segundo planalto paranaense, entre os municípios de Tibagi e Ventania. Pertence à bacia do rio Tibagi, sendo afluente do rio Fortaleza.